# Château de Châlus Maulmont
Pour les articles homonymes, voir Maulmont, Chalus et Château de Châlus.
Le château de Châlus-Maulmont, dénommé encore tour du Fort, est situé sur la commune de Châlus, en France.

## Historique
Le château de la ville basse de Châlus a été construit de 1275 à 1280 par Géraud de Maulmont (ou Maumont), conseiller de la vicomtesse de Limoges Marguerite de Bourgogne, sur des terres relevant alors de la seigneurie de Chalusset.
Il est établi sur une butte faisant face au promontoire rocheux sur lequel siège le château de Châlus-Chabrol, de l'autre côté de la petite vallée de la Tardoire.
À l'origine (XIIIe siècle), il s'agissait d'une demeure de prestige et d'ostentation autant que de défense, entourée d'un mur d'enceinte, le tout dénommé « castrum ».
La demeure est un quadrilatère de 36 mètres par 13,60 mètres, cantonné de deux tours à l'est, l'une de 8,30 mètres de diamètre et de 33 mètres de haut, l'autre de 7,10 mètres de diamètre et de hauteur inconnue ; la demeure fut démembrée pendant les guerres de Religion, et les courtines et la tour nord-est servirent de carrière pendant la Révolution française.
Châlus Maulmont servit de prison jusqu'en 1850, date à laquelle il fut restitué au comte de Bourbon Busset (dont la branche cadette est dite Bourbon-Châlus).
En 1888, sur commande du comte de Bourbon, l'architecte archéologue limousin Jules Tixier rédige un « bulletin de santé » très complet de la forteresse. Déjà, un « effondrement considérable » était craint.
La seconde et dernière tour (sud-est) s’est effectivement effondrée le 20 mars 1994. Deux maisons (habitées et occupées), une grange et quelques véhicules furent ensevelis mais, par miracle, personne ne fut tué ni blessé.
Châlus-Maulmont a fait l’objet d’une décision de classement au titre des monuments historiques en date du 25 mars 1981. Revenu au sein de la famille de Maulmont en 1989, Châlus Maulmont, propriété de la SCI de Maulmont, figure désormais sur la route Richard Cœur de Lion.

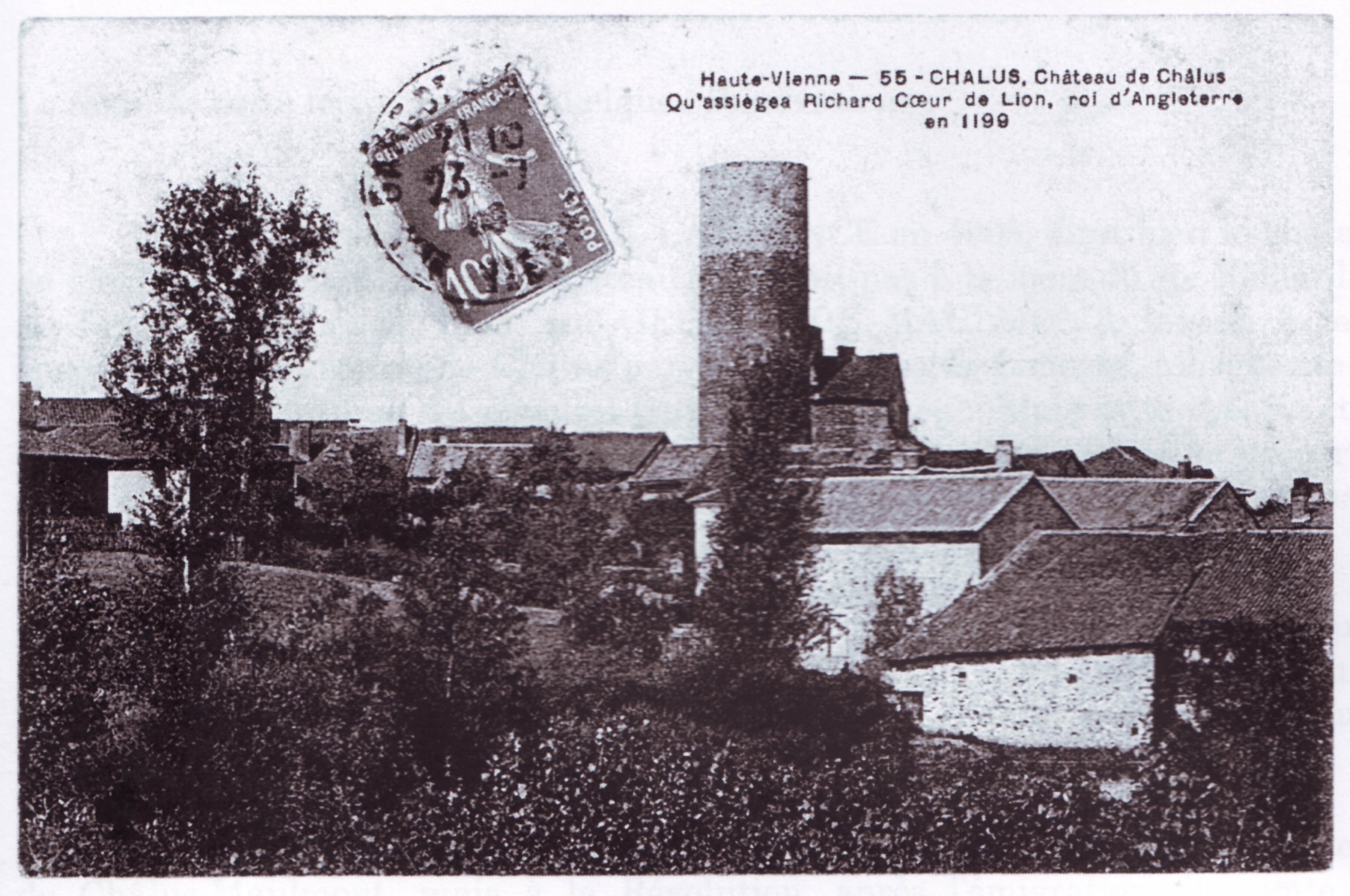
Châlus Maulmont, présenté par erreur comme assiégé par Richard Cœur de Lion.

C'est par erreur que, jusqu'au milieu du XXe siècle, les Châlusiens (voir, par exemple, la littérature de Georges-Emmanuel Clancier) et de multiples cartes postales signalaient la tour de Châlus Maulmont comme étant le château duquel partit le carreau d'arbalète qui tua Richard Cœur de Lion, alors que les faits ont eu lieu pendant l'attaque de Châlus Chabrol en 1199.